# شيلدون د. فيلدز
شيلدون دارسي فيلدز (بالإنجليزية: Sheldon Darcy Fields)‏ (مواليد يناير 1970)، هو ممرض مرخص مهنيا وممرض أسرة ممارس ومعلم وباحث ومحلل سياسة صحية ورائد أعمال معروف بعمله في مجال أبحاث الصحة السلوكية المتخصصة في مجال الوقاية من فيروس نقص المناعة البشرية / الإيدز.

## النشأة والتعليم
ولد فيلدز في بروكلين، نيويورك، في يناير 1970، وكان الطفل السادس لأم عزباء. ارتاد فيلدز المدارس العامة وعاش في بروكلين حتى سن السابعة عشرة. ارتاد شيلدون مدرسة كلارا بارتون الثانوية للممارسين الصحيين على أمل دراسة الطب في المستقبل. بدلا من ذلك، اكتشف فيلدز حبه للتمريض. في سن السابعة عشرة، بدأ شيلدون تعليمه الجامعي في جامعة ولاية نيويورك (المعروفة الآن باسم جامعة بينغهامتون). تخرج فيلدز في عام 1991 وبدأ وظيفته الأولى كممرض في مركز سلون للسرطان في مدينة نيويورك. هناك تعامل فيلدز لأول مرة مع المصابين بفيروس نقص المناعة البشرية / الإيدز. أثناء عمله في مركز سلون السرطان، اختلط بالعديد من الممرضين وقرر العودة إلى مقاعد الدراسة للحصول على درجة عليا في مجال التمريض. في عام 1993، عاد فيلدز إلى جامعة بينغهامتون لإكمال درجة الماجستير في تمريض الأسرة مع شهادة ممرض أسرة ممارس. وتناول في بحثه لدرجة الماجستير موضوع العنف المنزلي. لاحقا، شجعته مرشدته، الدكتورة تيريزا غرابو، على الحصول على درجة الدكتوراه، فاختار جامعة بنسلفانيا ليتخرج منها بدرجة الدكتوراه في علوم التمريض عام 2000.

## الحياة المهنية
تخصص فيلدز في مجال الصحة السلوكية، ولا سيما الوقاية من فيروس نقص المناعة البشرية / الإيدز. وساهم في مجاله بالعديد من المقالات العلمية، وفصول كتب، وندوات حضورية وإلكترونية، ومقالات صحفية، وظهور تلفزيوني. تركز العديد من مساهماته على الأقليات الشابة من المصابين بفيروس نقص المناعة البشرية / الإيدز.
أجرى فيلدز أبحاثًا على المستوى الوطني ضمن شبكة تجارب لقاح فيروس نقص المناعة البشرية (HVTN) وشبكة تجارب الوقاية من فيروس نقص المناعة البشرية (HPTN). وإلى جانب هذه الأبحاث، بدأ فيلدز حياته المهنية كأستاذ مساعد في جامعة بينغهامتون من 2000 إلى 2001. أثناء وجوده في روتشستر، نيويورك، في عام 2009، تم اختياره لزمالة روبرت وود جونسون للسياسة الصحية، وهي زمالة مرموقة وشديدة التنافس، مما سمح له بالعمل في مكتب السيناتورة الأمريكية باربرا ميكولسكي (طبيبة وحاملة دكتوراه). دعم فيلدز عمل السيناتورة ميكولسكي في اللجنة الفرعية المسنة للجنة مساعدة مجلس الشيوخ خلال ذروة التشريع التاريخي لإصلاح الرعاية الصحية. بعد فترة وجيزة، تمت ترقية فيلدز إلى أستاذ مشارك في كلية التمريض في جامعة روتشستر.
في أواخر عام 2011، أصبح فيلدز أستاذًا مساعدًا في كلية نيكول ويرثايم للتمريض والعلوم الصحية بجامعة فلوريدا الدولية وعمل كأول عميد مساعد للشؤون السريرية والسياسات الصحية، بالإضافة إلى كونه منسق مشارك لبرنامج الدكتوراه في الممارسة التمريضية. غادر فيلدز فلوريدا في يناير 2015 ليكون عميد كلية التمريض ميرفين إم ديمالي في جامعة تشارلز آر. درو للطب والعلوم في لوس أنجلوس، كاليفورنيا. هذا التعيين جعل من فيلدز واحدًا من أصغر عمداء التمريض في البلاد. فيلدز كان أيضًا أحد القلائل من العرقيات الملونة (Afro-Latino) والرجال الذين قادوا كليات التمريض. غادر فيلدز جامعة درو في عام 2016، وفي يناير 2017 بدأ العمل كعميد لكلية المهن الصحية التابعة لمعهد نيويورك للتكنولوجيا، حيث أشرف على خمسة برامج صحية. حتى أغسطس 2019. كما كان المؤسس والرئيس التنفيذي لشركة الاستشارات الصحية الخاصة به التي بدأها في عام 2016. تتمثل مهمة شركته في توفير مستشارين مكرسين لغرس الابتكار والممارسات الصحية القائمة على البراهين التي تتيح للعملاء تحقيق أهدافهم في قطاع الصحة. كما نال أيضًا على درجة زميل في الأكاديمية الوطنية للممارسة (FNAP)، والجمعية الأمريكية لممارسي التمريض (FAANP)، والأكاديمية الأمريكية المرموقة للتمريض (FAAN).
تم الاستشهاد بفيلدز في العديد من الصحف، بما في ذلك Sun-Sentinel وBay Area Reporter. وقد كتب أيضًا فصلًا في كتاب تمريض الكوارث والاستعداد للطوارئ.

## الجوائز والتكريمات
- جائزة Gerald A. Ludd Lifetime للتميز في دعم فيروس نقص المناعة البشرية / الإيدز وخدمة المجتمع
- جائزة القادة الأمريكيون تحت سن الأربعين
- جائزة الممارس العلمي المتميز - URSON
- جائزة جمعية الممرضين لرعاية مرضى الإيدز
- جائزة Heart of MOCHA Stewardship
- جائزة Paul "Pat" Burduck - للعناية النموذجية بمرضى الإيدز
- جائزة الباحث الجديد الواعد - كلية التمريض بجامعة روتشستر
- جائزة هيلين ميرمونتس للدعم - رابطة الممرضين لرعاية مرضى الإيدز
- جائزة تريل بليزر - الجمعية الوطنية للمرضين السود (2017)

## روابط خارجية
- أعمال مختارة لشيلدون د. فيلدز